# 不倫瑞克鎮區 (明尼蘇達州卡內貝克縣)
不倫瑞克鎮區（英語：Brunswick Township）是位於美國明尼蘇達州卡內貝克縣的一個行政鎮區。

## 地方資料
不倫瑞克鎮區的面積為91.80平方千米，當中陸地面積為89.67平方千米，而水域面積為2.13平方千米。根據2020年美國人口普查的數據，當地共有人口1320人，而人口密度為每平方千米14.38人。